# زن زیبای حرمسرا
کَنیز زیبا (به انگلیسی: Grande Odalisque) یکی از آثار بزرگ هنری به‌شمار می‌آید. این اثر در سال ۱۸۱۴ توسط دومینیک آگوست اینگرس (۱۷۸۰ – ۱۸۶۷) از نقاشان نئوکلاسیک فرانسوی کشیده شده است. این اثر و آثار مشابه در این سبک، به دلیل بار معنایی در انتقال از مفهوم هنر کلاسیک به هنر مدرن همیشه مورد توجه هنردوستان قرار گرفته است. به نظر می‌آید اینگرس در این اثر تمامی شناخت هنری خود را یک جا عرضه کرده است، خلق پیکره اثر در سبک مجسمه گونه خود، سطوحی براق، حجم‌هایی توپر و در عین حال ساده که به نحو زیبایی با منحنی‌های شناور کنترل شده‌اند، سطح صاف و یک دست بدن کنیزه با تزئینات پارچه‌ای شکسته، درهم و شلوغ همراه می‌شود تا امتیاز ویژه‌ای به اینگرس در همراهی طعم رمانتیک اثر با میل جنسی بدهد. این اثر هم‌اکنون در موزه لوور در پاریس نگهداری می‌شود.